# Farewell My Summer Love
Farewell My Summer Love (tiêu đề gốc Farewell My Summer Love 1984 và được tái bản với tên Here I Am (Come and Take Me) tại Đức) là album tổng hợp các bản thu âm chưa phát hành từ 1973 đến 1975 của Michael Jackson.

## Danh sách track
| STT | Nhan đề                          | Sáng tác                                    | Thời lượng |
| --- | -------------------------------- | ------------------------------------------- | ---------- |
| 1.  | "Don't Let It Get You Down"      | Mel Larson, Jerry Marcellino, Deke Richards | 3:02       |
| 2.  | "You've Really Got a Hold on Me" | Smokey Robinson, White, Rogers              | 3:30       |
| 3.  | "Melodie"                        | Mel Larson, Jerry Marcellino, Deke Richards | 3:24       |
| 4.  | "Touch the One You Love"         | Wayne, Clinton                              | 2:48       |
| 5.  | "Girl You're So Together"        | Keni St. Lewis                              | 3:12       |
| 6.  | "Farewell My Summer Love"        | Keni St. Lewis                              | 4:24       |
| 7.  | "Call on Me"                     | Fonce Mizell, Larry Mizell                  | 3:39       |
| 8.  | "Here I Am (Come and Take Me)"   | Green, Hodges                               | 2:56       |
| 9.  | "To Make My Father Proud"        | Bob Crewe, Larry Weiss                      | 4:04       |

## Bảng xếp hạng các ca khúc
- "Farewell My Summer Love" - #38 Billboard Hot 100; #37 Black Singles Chart; #7 UK Singles Chart
- "Girl You're So Together" - #33 UK Singles Chart